# Aurélien Paret-Peintre
Aurélien Paret-Peintre, född 27 februari 1996 i Annemasse, är en fransk professionell landsvägscyklist. Hans yngre bror Valentin är också tävlingscyklist.

## Karriär
Paret-Peintre har cyklat professionellt sedan 2018. Bland hans meriter kan en etappseger i Giro d'Italia år 2023 nämnas. År 2024 vann han en etapp i Tour of the Alps.